# Nicola Daspuro
Nicola Daspuro (Lecce, 19 gennaio 1853 – Napoli, 13 dicembre 1941) è stato uno scrittore, giornalista e librettista italiano.

## Biografia
Scrisse per Il Secolo di Milano, Teatro illustrato e Commedia umana, fu agente di teatro e librettista. Tra i libretti, il più noto è quello de L'amico Fritz per Pietro Mascagni. In gioventù tentò anche la narrativa. Significativa la biografia del tenore Enrico Caruso, che Daspuro frequentò nella sua veste di agente teatrale. Firmò L'amico Fritz e altri testi e libretti sotto lo pseudonimo P. Suardon.
Daspuro fu anche impresario edile; collaborò tra l'altro con Giovan Battista Comencini (ad esempio per il progetto della Funicolare Centrale di Napoli).

## Opere

### Libretti
- L'amico Fritz, commedia lirica in tre atti per Pietro Mascagni, Roma, Teatro Costanzi, 31 ottobre 1891 (sotto lo pseudonimo di P. Suardon)
- Mala vita, opera in tre atti per Umberto Giordano, Roma, Teatro Argentina, 21 febbraio 1892
  - Revisione: Il voto, Milano, Teatro Lirico Internazionale, 10 novembre 1897[1]
- Hassan, melodramma in tre atti, 1892 (scritto con Federico Verdinois)
- Bito, melodramma in tre atti, 1895
- La collana di Pasqua, scene liriche in tre atti per Gaetano Luporini, 1896
  - Revisione: Maria Perrau o La belle épicière, 1899
  - Revisione: Marie di Lacroix, 1901
  - Revisione: Nora, Teatro Comunale del Giglio di Lucca, 7 settembre 1908[2]
- Renata, dramma lirico in tre atti per Oronzo Mario Scarano, Berlino, Theater des Westens, 1901
- Igor, bozzetto lirico in due quadri per Massimino Perilli, Napoli, Teatro Mercadante, 1910
- La giacobina, dramma lirico in tre atti, 1940 (da Gli Sciuani di Balzac)
- Orlof, dramma lirico in due quadri, 1940

### Narrativa
- Almeno, Lecce, 1881
- T'avea sognata, Lecce, 1881

### Saggistica
- I grandi italiani: Masaniello, Milano, Sonzogno, 1884 (Biblioteca del popolo, n° 157)
- Enrico Caruso, Milano, Sonzogno, 1938 (illustrato con 8 tavole fotografiche e 19 caricature)